# 伏尔泰酒馆 (苏黎世)

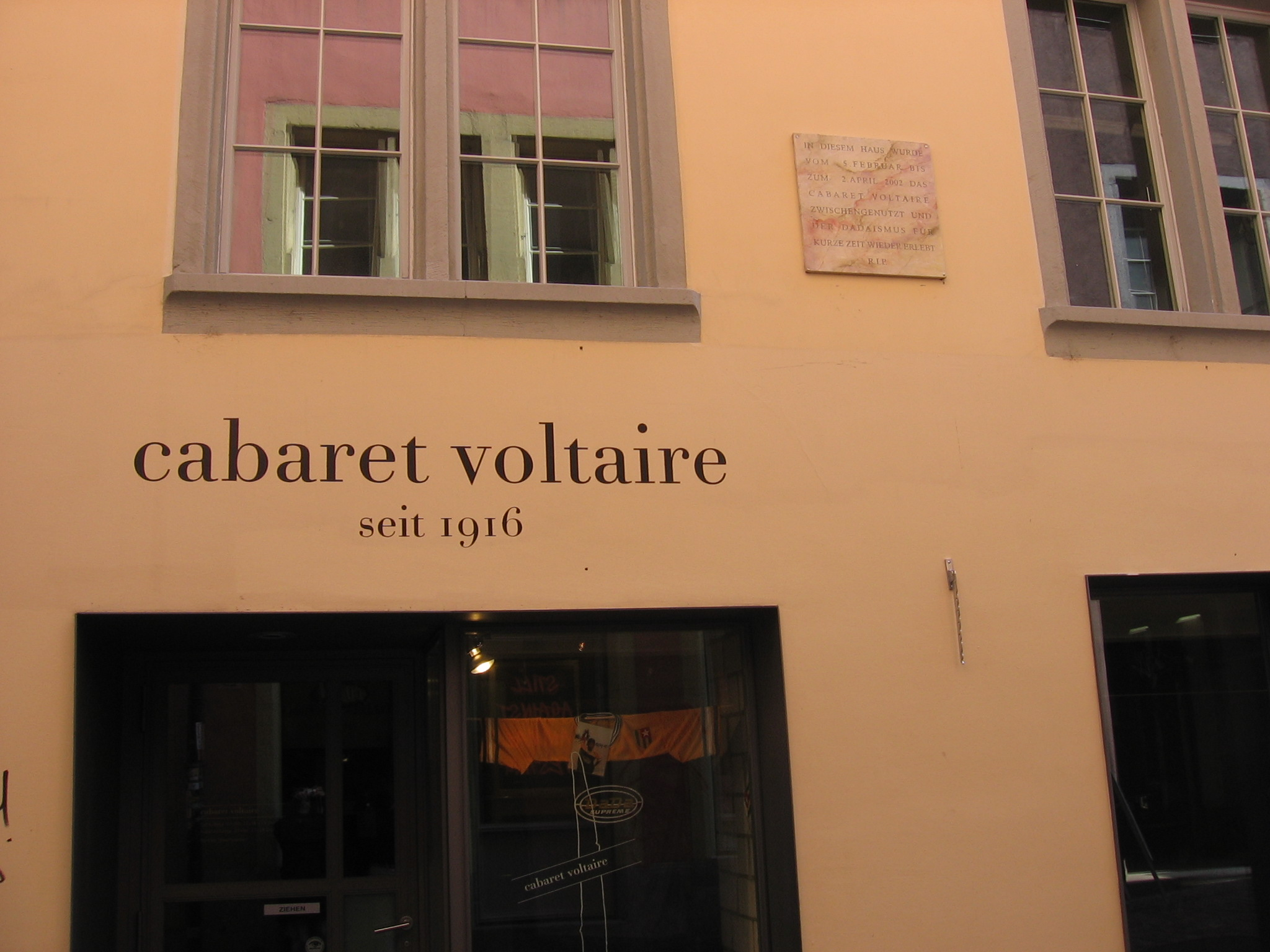
伏尔泰酒馆

伏尔泰酒馆(Cabaret Voltaire)是瑞士苏黎世的一个卡巴萊。它是由雨果·巴尔与他的同伴艾米·翰宁斯，创立于1916年2月5日。其他创始成员有马塞尔·詹科、理查德·胡森贝克、特里斯坦·查拉、和汉斯·阿尔普。达达运动的发祥地。

## 历史
在第一次世界大战期间，瑞士是一个中立国，来到苏黎世的许多难民是来自欧洲各地的艺术家。巴尔和翰宁斯接触以法莲·杨，Spiegelgasse 1号Holländische Meierei的赞助人，此处在1915年曾开设苏黎世第一个文学夜总会Pantagruel. 杨允许他们使用后面的房间。1916年2月2日夜总会开幕。 
激进的前卫艺术家们，包括康定斯基，保罗·克利，乔治·德·基里科、和菲利波·托马索·马里内蒂，在此实验新的表现形式。周围第一次世界大战的漩涡，使它表现的艺术常常是混乱和残酷的。至少在一个场合，观众攻击了舞台。
1916年7月28日，巴尔宣读了达达宣言。在6月，巴尔还出版了相同名称的杂志，发表艺术家的作品，如诗人阿波利奈尔，封面由阿尔普设计。 
虽然达达运动才刚刚开始，但是到1917年，由伏尔泰酒馆所产生的兴奋已经消失，艺术家转移到苏黎世的其他地方，例如班霍夫大街19号的达达画廊，后来又转移到巴黎和柏林。

## 近况
近几年，伏尔泰酒馆所在的建筑年久失修，2001/2002年冬季，一群自称为新达达主义者的艺术家非法占据了酒馆，以抗议其计划中的关闭。他们表示，这是个新一代的艺术家配合达达运动复兴的信号。
在超过3个月的时间内，举行了许多表演，舞会，诗歌晚会和电影之夜。该建筑内外都得到了修饰。成千上万的苏黎世人参加了实验。2002年4月2日，警方驱逐了占领者。 
这座建筑重新开设卡巴萊以后，举行了许多活动和展览。